# La vita a due
La vita a due (La vie à deux) è un film del 1958 diretto da Clément Duhour.